# フセイン1世
フセイン1世・ビン・タラール（アラビア語: الحسين الأول بن طلال, ラテン文字転写: Ḥusayn al-Auwal bin Ṭalāl、1935年11月14日 - 1999年2月7日）は、ヨルダン国王（在位：1952年8月11日 - 1999年2月7日）。父のタラール1世の退位に伴い即位した。
ヨルダンで発行されている20ディナール紙幣に御真影が使用されている。

## 生涯

### 即位前
ヨルダンで中等教育を終え、アレクサンドリアのヴィクトリア大学に入学し、サンドハースト王立陸軍士官学校で教育課程を終えた。
1951年7月20日、フセイン王子は祖父のアブドゥッラー1世と金曜礼拝を行うためエルサレムに行啓した。祖父はアル・アクサモスクの最も聖なる神殿の一つの踏み段で、エルサレムの前軍事知事アブドゥッラー・テルとムサ・アブドゥッラー・フセイニ博士にそそのかされた狙撃手に狙撃され崩御した。暗殺者はフセインも撃ったが、若い王子は祖父が最近親授し着用するよう強要した勲章に偶然にも当たって銃弾から守られたといわれている。

### 即位

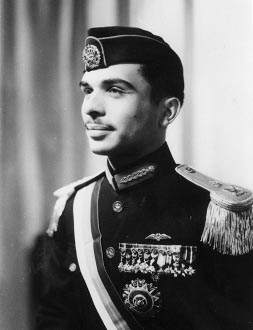
王室の儀式の服を着たフセイン国王(1953年)

アブドゥッラー1世の崩御後、父のタラール1世が即位したが、極端なまでのイギリス嫌いであり、祖父の腹心であったグラブ・パシャ（アラブ軍団の指揮官のイギリス人ベインゴット・グラブ中将）と衝突するなどの問題を起こす始末であった。このため、その在位中は、タラール1世の王弟ナーイフが摂政になっていた上、在位1年で精神状態が悪いという理由で議会により退位を余儀なくされた（統合失調症を患っていたと言われている）。王子のフセインが1952年8月11日に16歳で即位したが、法定年齢以下で、一年後の1953年5月2日にはとこのファイサル2世の親政宣言にあわせて王となった。

### 治世

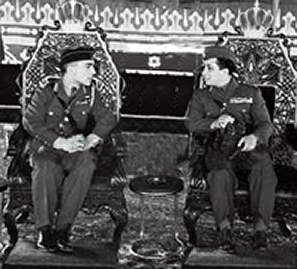
アラブ連邦結成の条約調印式に親臨するイラク国王ファイサル2世とヨルダン国王フセイン1世

フセイン1世の治世は物議を醸した時代で、政治史学者の中には日和見主義という者もいる。中東における西側諸国の聖域であり保護国であると見られていたとはいえ、第三次中東戦争では合同アラブ軍をガマール・アブドゥル＝ナーセルのエジプトとともに主導し、国内からパレスチナ解放機構（PLO）排除を命じたヨルダン内戦のような事例もある。1985年にPLOと和解してアンマンでヨルダンとパレスチナによる連邦制で合意する。1988年7月にはフセイン1世はアブドゥッラー1世の時代から主張し続けたパレスチナの領有権を破棄し、パレスチナ国の建国を支援した。ヨルダンは1990年の湾岸戦争でサッダーム・フセインと戦うことを拒否することで、西側諸国などの多国籍軍を無視した。このことはヨルダンと同じくイラクを支持したイエメンと同じようにアラブ協力会議などで同盟関係にあったからとされる。この事件でアラブ世界の殆どの国と仲違いした。1994年10月26日、フセイン1世は1970年代から密かにイスラエルと始めていた和平交渉を、イスラエル・ヨルダン平和条約として終結し、戦争状態を終えた。王は3冊の本に書いている。『頭の中の困難』（1962年）、子供時代と王政初期の時期について『イスラエルとの我が戦争』（1969年）、そして『国王の仕事』と。ネタニヤフの著書『恒久平和』（1993年、2000年改訂）によると、イスラエルと非公式に平和を得るモチベーションがあり、その代わりにイスラエルが攻撃するならばテルアビブに逃がすと言っていて、ヨルダンに対するイスラエルの政策は、この領域に対するいかなる攻撃も仲裁に入って安全を保証するものだった（明確にシリアとイラクを指している）。

#### 平和条約後

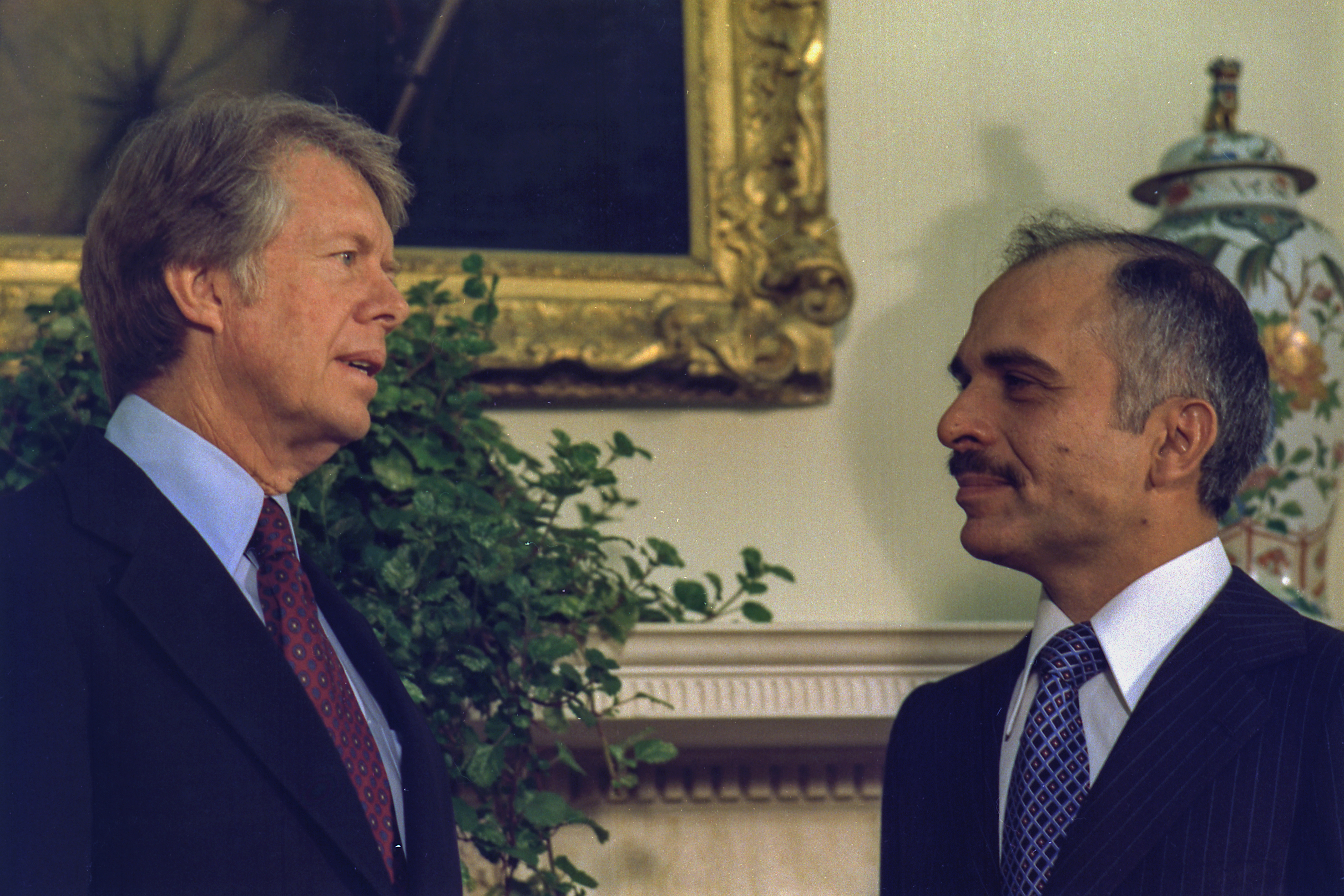
ジミー・カーターアメリカ大統領（左）とフセイン1世（1977年）

フセイン1世は平和条約を交渉したイスラエル首相イツハク・ラビンと強力な連携を発展させた。フセイン1世はラビンの葬儀で力強い演説を行った。
| 「 | 我が妹、レア・ラビン女史、わが友よ、互いに尊敬する好敵手である男であり兵士である、兄弟であり同僚であり友であった人物をこのように失う時が来ようとは考えもしなかった。違いを乗り越え、融和を図り、互いを知ろうとした男であり、努めてそうした価値ある遺産に続こうとした。そして我々は行った。そして我々は仲間であり友となった。 | 」 |

#### ヨルダンの改革
フセイン1世は在位中に物議を醸すことを多く行ったが、その成果はヨルダン人に認められた。第三次中東戦争では王位に踏みとどまり、ヨルダン経済を成長させ、1956年から1963年に年間の支出を倍増させた。ヨルダンの発展を手助けし、更に安定させた。例えば治世の初めに水質と電気に加えて下水処理の確保に留意し、当時は人口10%しか恩恵にあずかれなかったが、治世の終わりには99%に達していた。加えてヨルダンの識字率は33%だったが、1996年には85.5%になり、今も増え続けている。他に成果として個人の摂取カロリーが50%程度までなり、幼児死亡率は減少している。

### 崩御
1999年2月7日に、キング・フセイン・メディカルセンターにて非ホジキンリンパ腫に関連する病気を併発して崩御した。63歳没。
フセイン1世は長年にわたり病気を患い、アメリカ合衆国ミネソタ州ロチェスターにある全米屈指のレベルを誇る総合病院のメイヨー・クリニックで治療を受けていた。崩御の直前に考えを変えて数十年間王太子だった王弟のハサンから第一王子のアブドゥッラーに王太子の地位を変更した。その時高熱が繰り返す中で更に治療を受けるために、1月25日にアメリカ合衆国の病院に還御した。その週の初めに骨髄移植手術を受けたが、移植は失敗し、国王は自国で崩御を迎えることにした。崩御の時点で国王は国際政治で最も長く政権を担った人物の一人であった。王位は、長男のアブドゥッラー2世が継承した。

## 家族
4回結婚したが、同時に複数の女性とは結婚しなかった。4人の妻は以下の通り。

### シャリーファ・ディナー・ビント・アブドゥルハミード
エジプト生まれのタラール1世の三番目の従姉妹。1955年4月18日に結婚。ケンブリッジ大学を卒業し、カイロ大学英文科の元講師。花嫁は26歳で花婿は19歳であった。1956年に別居し、1957年に離婚し、この時王妃はヨルダンのディナー・アブドゥルハミード王妃として知られることになった。1963年にエジプト市民になり、1970年10月、パレスチナ解放機構の高官になるパレスチナゲリラの司令官サラーフ・タアマリーことアサド・スライマーン・アブド・アル＝カーディルと結婚した。
- 娘：アリアー・ビント・アル＝フセイン（1956年生まれ）。最初の結婚は、サイイド・ナーセル・ミールザ（1977年、1987年に離婚）、2回目はサイイド・ムハンマド・アル＝サーリフ（1988年）。共に子供がいる。

### ムナー・アル＝フセイン
アントワネット・アヴリル・ガーディナー（Antoinette Avril Gardiner、トニー・ガーディナー）は1941年、イングランドのチェルモディストン生まれ。旅館の主に転じた英国陸軍軍人ウォルター・パーシー・ガードナー中佐の娘で、元タイピスト。ホッケー選手として受賞経験がある。映画「アラビアのロレンス」の撮影セットで秘書アシスタントとして勤務中にフセインと出会った。フセインは自軍の兵士に映画のエキストラ出演を許可しており、何度となく視察に訪れていた。
1961年5月25日のフセインとの結婚後、ムナー・アル＝フセインと改名し、1962年の第一子アブドゥッラー（現アブドゥッラー2世）誕生後は「ムナー・アル＝フセイン王妃（Princess Muna al-Hussein）」と呼ばれる。
ムナー王妃はイスラム教に改宗しなかったとしばしば考えられている。しかし、ヨルダン憲法第6第1節第28条e項ではムスリマである妻から生まれた者を正当な王位継承者として求めている。ムナーが改宗していなければ、アブドゥッラー2世やファイサル王子、その他の子供たちは王位継承権を得られなかったため、現国王アブドゥッラー2世がムナー王妃の息子である事実は、王妃が改宗したことを証明している。
- 子供：
  - アブドゥッラー2世：1962年生まれ。ヨルダン王国現国王。
  - ファイサル・ビン・アル＝フセイン：1963年生まれ。中将、前王立ヨルダン空軍司令官。現在Aliya al-ファイサル王妃として知られるアリヤ・タバー（Aliya Tabaa）と結婚し、一男三女をもうける。
  - アーイシャ・ビント・アル＝フセイン：1968年生まれでゼインとの双子。王立ヨルダン陸軍准将。サイイド・ザーイド・ジュマアと結婚し、一男一女をもうける。
  - ゼイン・ビント・アル＝フセイン：1968年生まれでアーイシャとの双子。サイイド・マジーディ・アル＝サーリフと結婚し、一男一女と養子にした娘がいる。

1971年12月に離婚したが、離婚後も「ムナー・アル＝フセイン王妃」という名前や称号を使用することを許可されており、現在もヨルダン在住である。

### アリア・アル＝フセイン
アリア・バハ・アッ＝ディン・トゥーカン（Alia Baha ad-Din Touqan、1948年-1977年）。エジプト出身。クィーンアリア国際空港の名前の由来になっている。ヨルダンのアンマンのヘリコプター事故で死去した。
- 子供：
  - ハヤー・ビント・アル＝フセイン：1974年生まれ。ドバイを統治するムハンマド・ビン・ラーシド・アール＝マクトゥームと結婚した。シドニーオリンピックの馬術競技にヨルダン代表として出場し話題となる。2007年7月から国際オリンピック委員会（IOC）委員。
  - アリー・ビン・アル＝フセイン：1975年生まれ。現在リム王女（Rym Al-Ali）として知られるリム・ブラヒミ（アルジェリア出身の元CNNジャーナリスト。父は元国際連合事務総長特別代表アフガニスタン担当のラフダル・ブラヒミ）と結婚し、一男一女がある。西アジアサッカー連盟会長、ヨルダンサッカー協会会長。
  - 養女：アビール 1972年生まれ、1976年に養子になる。アメリカ合衆国メリーランド州グレンコーのオールドフィールズ・プレップ・スクール（Oldfields Prep School、全寮制）に通った。

### ヌール・アル＝フセイン
リサ・ナジーブ・ハラビイは、シリア系でアメリカ生まれである。イスラーム教に改宗して1978年6月、「ヌール・アル＝フセイン王妃（Queen Noor al Hussein）」となる。
- 子供：
  - ハムザ・ビン・アル＝フセイン：1980年生まれ。アーセム・ビン・ナイーフと最初の妻Firouzeh Vokhshouriの三女ヌール・ビント・アーセムと結婚した。結婚によりヌール・ハムザとなった。
  - ハーシム・ビン・アル＝フセイン：1981年生まれ。Fahdahと結婚した。
  - イーマーン・ビント・アル＝フセイン：1983年生まれ
  - ラーイヤ・ビント・アル＝フセイン：1986年生まれ

加えて1959年にB級映画女優スーザン・キャボットと結婚を前提に交際していたが、彼女がユダヤ人であることが発覚し、ヨルダン国民の反ユダヤ感情に配慮をして関係を断った。しかしスーザンが出産した小人症の息子ティモシー（1964年−2003年）が彼女を撲殺した容疑で告発されると、フセインは密かに関係が続いていた自分が父親ではないかと勘付いたが、証拠は何もなかった。1990年代に入ると、フセインからキャボットに毎月1500ドルが送金されていた記録がアメリカ政府の資料から見つかった。

## 人物
アマチュア無線家としても知られる（コールサインはJY1。地域番号・個別記号はない。国籍符号「JY」の次の数字は“フセイン1世”の「1」である）。無線交信を行ったアマチュア無線家には、アラビア語で「親愛なる我が友へ」と直筆で書かれたQSLカード（交信証明書）が送付されていた。QSLカードは、表面が白色でツルツルしたハガキ大のカードで、中央に金箔により王冠が描かれていた。
また、ヘリコプター同様に飛行機の操縦も好きだった。

## 軍階級
以下の階級を保持していた。
- 王立ヨルダン軍大元帥
- 英国空軍名誉大将
- エジプト王国陸軍名誉元帥